# Тыквенный суп
Тыквенный суп — суп, приготовленный из тыквы в качестве основного ингредиента. Для приготовления используется тыква обыкновенная или тыква мускатная. Суп может быть сладким или пикантным. Наиболее распространённая консистенция — пюреобразная или крем-суп.

## Приготовление
Тыкву нарезают и отваривают (иногда предварительно обжаривают). Лук и морковь обжаривают. Если добавляют картофель — его отваривают. Затем смешивают с водой, молоком, овощным или мясным бульоном. Часто добавляют сливки, реже йогурт. Затем массу пюрируют, протирают или измельчают в блендере. Существуют рецепты с другими овощами (помидорами, цветной капустой, фасолью, кукурузой), с крупой (рисом), кусочками мяса (курятиной, беконом). Также суп готовят на кокосовом молоке. Суп из тыквы может включать специи, такие как шалфей, тимьян, тмин, корицу, имбирь, соль и перец. Подают с тыквенными семечками, гренками, сухариками, чипсами, горячим или холодным.

## В мире
Различные варианты блюда известны во многих странах Европы, США и других районах Северной Америки, Азии и Австралии.
Хотя тыква использовалась как «еда для прислуги» и шла на корм для свиней, тыквенный суп также был частью буржуазной и аристократической кухни, по крайней мере, с XVIII века. В «Экономической энциклопедии» Иоганна Георга Крюница (Krünitz’ Oeconomische Encyclopädie, 1773—1858) упоминаются различные рецепты: сытный суп-пюре из варёной и протёртой тыквы, молока или мака, пшена и перца, подаётся с блинами, более нежный с мясным бульоном, пармезаном и запечённой петрушкой; а также «тыквенный суп», приготовленный из нарезанной кубиками тыквы, обжаренной в масле с перцем, травами, молоком, сухарями, ломтиками поджаренного хлеба.
Пеллегрино Артузи включил в свой труд по итальянской кухне 1891 года тыквенный суп, похожий на описанный Крюницем: жёлтая тыква, приготовленная в бульоне, процеженная, с добавлением бульона и светлого соуса, подаётся с сыром пармезан и поджаренными кусочками хлеба.

### США
Тыквенные «пироги», приготовленные ранними американскими колонистами, больше походили на пикантный суп, подаваемый в тыкве, чем на сладкий крем-суп.
Тыквенный суп является популярным блюдом на День благодарения в Соединённых Штатах.
Тыквенный суп был основным блюдом для военнопленных в северовьетнамских лагерях для военнопленных во время войны во Вьетнаме.

### Беларусь
Национальный белорусский суп из тыквы или кабачков называется гарбузок.

### Африка
Тыквенный суп — суп кухни Северной Африки и кухонь стран Южной Африки — Мозамбика и Намибии.

### Гаити
Суп джуму (soup joumou) из тыквы и говядины традиционно употребляют на Гаити на Новый год (1 января) в честь получения Гаити независимости в 1804 году. Во время рабства только французские колониальные хозяева и владельцы плантаций могли наслаждаться этим деликатесом. После революции свободные гаитяне, наконец, могли есть суп, и он стал символом свободы, эмансипации и независимости.
В декабре 2021 года суп джуму вошёл в список нематериального культурного наследия человечества ЮНЕСКО

## Галерея

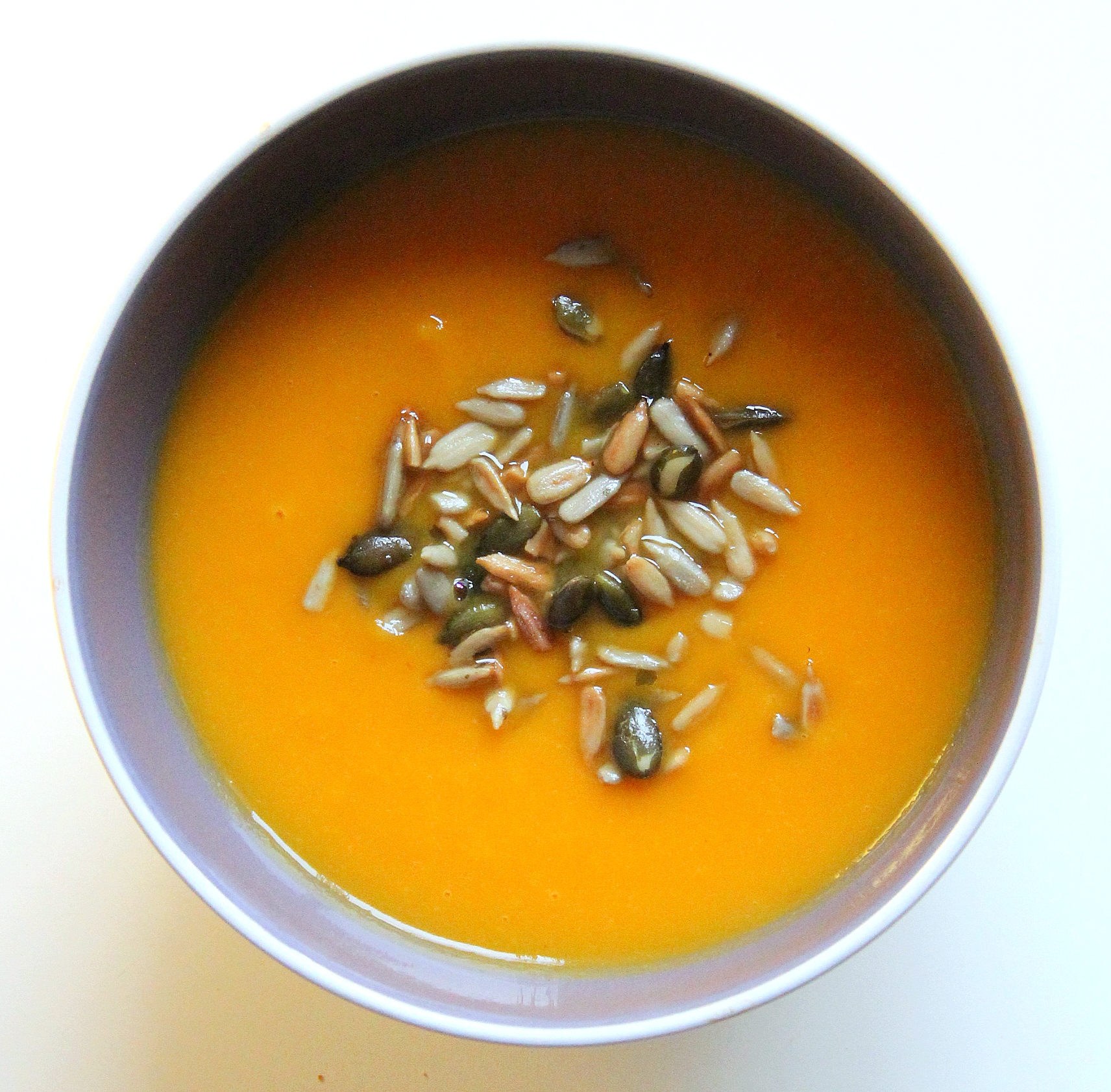
Тыквенный крем-суп
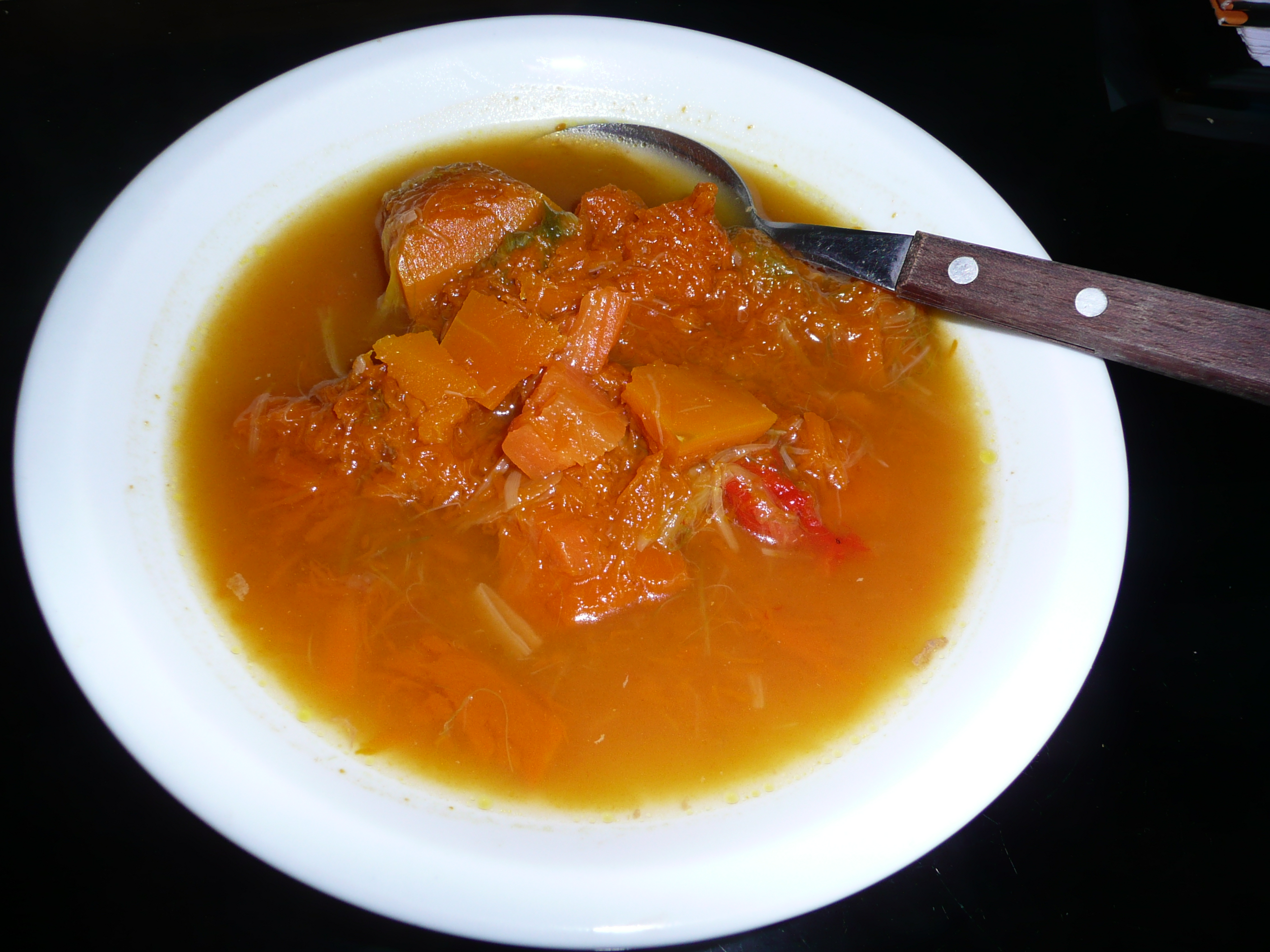
Тыквенный суп с кусочками тыквы
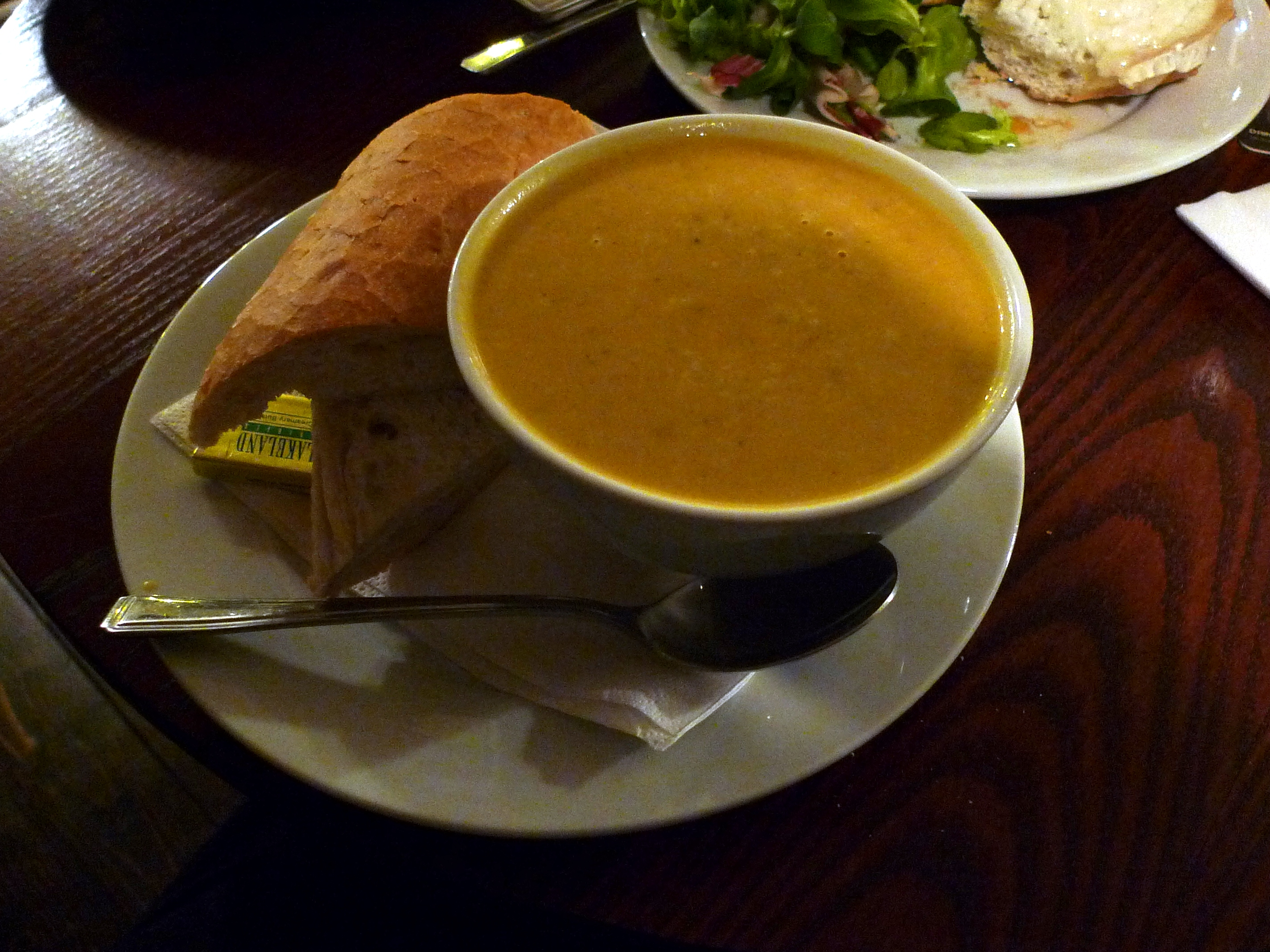
Суп-пюре из обжаренной мускатной тыквы
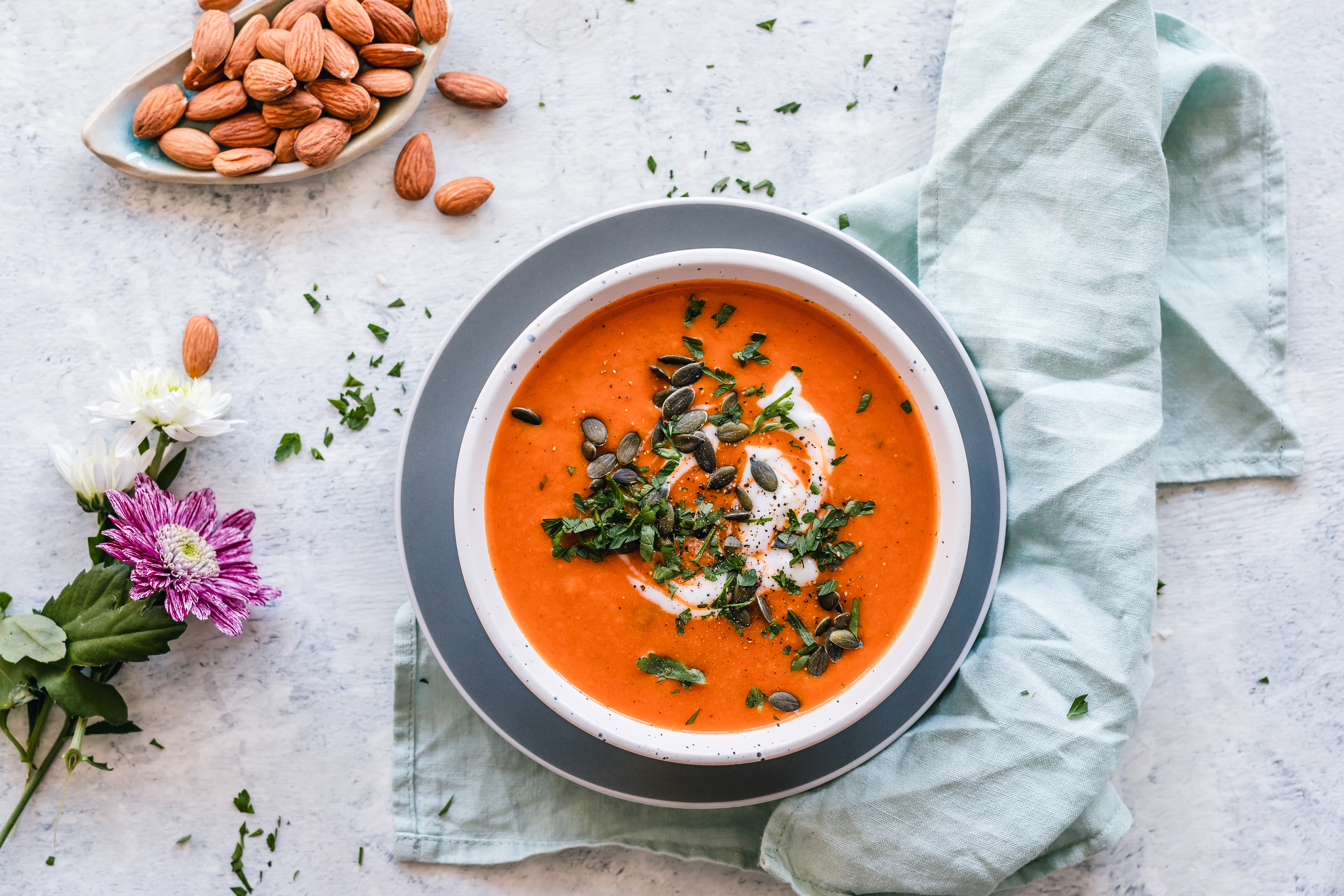
Томатно-тыквенный суп